# Пат
|   | a                                                   | b                                                   | c                                                   | d                                                   | e                                                   | f                                                   | g                                                   | h                                                   |   |
| - | --------------------------------------------------- | --------------------------------------------------- | --------------------------------------------------- | --------------------------------------------------- | --------------------------------------------------- | --------------------------------------------------- | --------------------------------------------------- | --------------------------------------------------- | - |
| 8 | d8 чёрный король · c6 белый ферзь · f6 белый король | d8 чёрный король · c6 белый ферзь · f6 белый король | d8 чёрный король · c6 белый ферзь · f6 белый король | d8 чёрный король · c6 белый ферзь · f6 белый король | d8 чёрный король · c6 белый ферзь · f6 белый король | d8 чёрный король · c6 белый ферзь · f6 белый король | d8 чёрный король · c6 белый ферзь · f6 белый король | d8 чёрный король · c6 белый ферзь · f6 белый король | 8 |
| 7 | d8 чёрный король · c6 белый ферзь · f6 белый король | d8 чёрный король · c6 белый ферзь · f6 белый король | d8 чёрный король · c6 белый ферзь · f6 белый король | d8 чёрный король · c6 белый ферзь · f6 белый король | d8 чёрный король · c6 белый ферзь · f6 белый король | d8 чёрный король · c6 белый ферзь · f6 белый король | d8 чёрный король · c6 белый ферзь · f6 белый король | d8 чёрный король · c6 белый ферзь · f6 белый король | 7 |
| 6 | d8 чёрный король · c6 белый ферзь · f6 белый король | d8 чёрный король · c6 белый ферзь · f6 белый король | d8 чёрный король · c6 белый ферзь · f6 белый король | d8 чёрный король · c6 белый ферзь · f6 белый король | d8 чёрный король · c6 белый ферзь · f6 белый король | d8 чёрный король · c6 белый ферзь · f6 белый король | d8 чёрный король · c6 белый ферзь · f6 белый король | d8 чёрный король · c6 белый ферзь · f6 белый король | 6 |
| 5 | d8 чёрный король · c6 белый ферзь · f6 белый король | d8 чёрный король · c6 белый ферзь · f6 белый король | d8 чёрный король · c6 белый ферзь · f6 белый король | d8 чёрный король · c6 белый ферзь · f6 белый король | d8 чёрный король · c6 белый ферзь · f6 белый король | d8 чёрный король · c6 белый ферзь · f6 белый король | d8 чёрный король · c6 белый ферзь · f6 белый король | d8 чёрный король · c6 белый ферзь · f6 белый король | 5 |
| 4 | d8 чёрный король · c6 белый ферзь · f6 белый король | d8 чёрный король · c6 белый ферзь · f6 белый король | d8 чёрный король · c6 белый ферзь · f6 белый король | d8 чёрный король · c6 белый ферзь · f6 белый король | d8 чёрный король · c6 белый ферзь · f6 белый король | d8 чёрный король · c6 белый ферзь · f6 белый король | d8 чёрный король · c6 белый ферзь · f6 белый король | d8 чёрный король · c6 белый ферзь · f6 белый король | 4 |
| 3 | d8 чёрный король · c6 белый ферзь · f6 белый король | d8 чёрный король · c6 белый ферзь · f6 белый король | d8 чёрный король · c6 белый ферзь · f6 белый король | d8 чёрный король · c6 белый ферзь · f6 белый король | d8 чёрный король · c6 белый ферзь · f6 белый король | d8 чёрный король · c6 белый ферзь · f6 белый король | d8 чёрный король · c6 белый ферзь · f6 белый король | d8 чёрный король · c6 белый ферзь · f6 белый король | 3 |
| 2 | d8 чёрный король · c6 белый ферзь · f6 белый король | d8 чёрный король · c6 белый ферзь · f6 белый король | d8 чёрный король · c6 белый ферзь · f6 белый король | d8 чёрный король · c6 белый ферзь · f6 белый король | d8 чёрный король · c6 белый ферзь · f6 белый король | d8 чёрный король · c6 белый ферзь · f6 белый король | d8 чёрный король · c6 белый ферзь · f6 белый король | d8 чёрный король · c6 белый ферзь · f6 белый король | 2 |
| 1 | d8 чёрный король · c6 белый ферзь · f6 белый король | d8 чёрный король · c6 белый ферзь · f6 белый король | d8 чёрный король · c6 белый ферзь · f6 белый король | d8 чёрный король · c6 белый ферзь · f6 белый король | d8 чёрный король · c6 белый ферзь · f6 белый король | d8 чёрный король · c6 белый ферзь · f6 белый король | d8 чёрный король · c6 белый ферзь · f6 белый король | d8 чёрный король · c6 белый ферзь · f6 белый король | 1 |
|   | a                                                   | b                                                   | c                                                   | d                                                   | e                                                   | f                                                   | g                                                   | h                                                   |   |

Пат (фр. pat, итал. patta) — положение в партии в шахматах и других играх шахматного типа, при котором сторона, имеющая право хода, не может им воспользоваться, так как все её фигуры и пешки, находящиеся на доске, лишены возможности сделать ход по правилам, причём король не находится под шахом.

## Итог игры при возникновении пата
В современных классических шахматах пат приводит к ничьей; такое правило окончательно установлено в XIX веке и входит сейчас в свод шахматных правил ФИДЕ. Но в других шахматных играх, как современных, так и существовавших ранее, правила могут быть другими. В частности:
- Пат приносил победу последнему ходившему игроку:
  - В арабском шатрандже.
  - На Ближнем Востоке в X веке.
  - В средние века во многих европейских странах.
  - В сянци.
- Пат приносит победу последнему ходившему игроку, но цена этой победы ниже, чем мата или победы по сдаче противника:
  - В XV—XVIII веках в Испании при игре на деньги игрок, поставивший пат, получал лишь половину ставки, оговорённой за выигрыш.
  - В гексагональных шахматах Глинского поставивший противнику пат выигрывает, но если обычный выигрыш приносит победителю одно очко, то в случае пата победитель получает 0,75 очка, а проигравший — 0,25 очка.
- Пат приносил поражение поставившему его игроку:
  - В IX веке в Индии;
  - В XVII—XVIII веках в Англии;
  - В XVII веке в России.
- Пат приносил ничью:
  - Во Франции и Италии, а после 1800 года — в Англии;
  - С XIX века — общепринятое правило в шахматах.
- Запрещался ход, после которого противник оказывался под патом, в Восточной Азии.
- Игрок, оказавшийся под патом, пропускал очередной ход в одном из вариантов правил в средневековой Франции.

## Самый быстрый пат
Пат белыми чёрным в наикратчайшее количество ходов с начала партии как результат кооперативной игры сочинил американский шахматный композитор Сэмюэль Лойд:
[Event "Import"]
[Site "https://lichess.org/18AjO0Tp"]
[Date "2016.05.28"]
[Round "-"]
[White "?"]
[Black "?"]
[Result "1/2-1/2"]
[UTCDate "2016.05.28"]
[UTCTime "07:55:01"]
[WhiteElo "?"]
[BlackElo "?"]
[Variant "Standard"]
[TimeControl "-"]
[ECO "A00"]
[Opening "Van't Kruijs Opening"]
[Termination "Normal"]
1. e3 a5 2. Qh5 Ra6 3. Qxa5 h5 4. Qxc7 Rah6 5. h4 f6 6. Qxd7+ Kf7 7. Qxb7 Qd3 8. Qxb8 Qh7 9. Qxc8 Kg6 10. Qe6 { У чёрных нет ни одного хода } 1/2-1/2

### Быстрейший обоюдный пат
Быстрейший известный обоюдный пат, когда ни у одной из сторон нет легальных ходов, был открыт Энцо Минервой и опубликован в итальянской газете l'Unità в 2007 году: 
[Event "Import"]
[Site "https://lichess.org/oh9sVFV5"]
[Date "2016.05.28"]
[Round "-"]
[White "?"]
[Black "?"]
[Result "1/2-1/2"]
[UTCDate "2016.05.28"]
[UTCTime "08:00:34"]
[WhiteElo "?"]
[BlackElo "?"]
[Variant "Standard"]
[TimeControl "-"]
[ECO "A10"]
[Opening "English Opening: Anglo-Scandinavian Defense"]
[Termination "Normal"]
1. c4 d5 2. Qb3 Bh3 3. gxh3 f5 4. Qxb7 Kf7 5. Qxa7 Kg6 6. f3 c5 7. Qxe7 Rxa2 8. Kf2 Rxb2 9. Qxg7+ Kh5 10. Qxg8 Rxb1 11. Rxb1 Kh4 12. Qxh8 h5 13. Qh6 Bxh6 14. Rxb8 Be3+ 15. dxe3 Qxb8 16. Kg2 Qf4 17. exf4 d4 18. Be3 dxe3 { Быстрейший обоюдный пат: после 18...dxe3 и у черных и у белых нет ни одного хода } 1/2-1/2
Предыдущий рекорд для обоюдного пата ранее составлял 37 полуходов (18.5 ходов) и в течение почти века принадлежал немецкому шахматному композитору Эдварду Шильдбергу, открывшему его в 1915 году.

### Быстрейший пат без взятий
Шахматный композитор Чарльз Генри Виллер сочинил пат чёрными белым за 12 ходов, при условии, что все фигуры и пешки на доске сохранены (не было ни одного взятия):
[Event "Import"]
[Site "https://lichess.org/xc5zOe5M"]
[Date "2016.05.28"]
[Round "-"]
[White "?"]
[Black "?"]
[Result "1/2-1/2"]
[UTCDate "2016.05.28"]
[UTCTime "07:57:10"]
[WhiteElo "?"]
[BlackElo "?"]
[Variant "Standard"]
[TimeControl "-"]
[ECO "A41"]
[Opening "Queen's Pawn"]
[Termination "Normal"]
1. d4 d6 2. Qd2 e5 3. a4 e4 4. Qf4 f5 5. h3 Be7 6. Qh2 Be6 7. Ra3 c5 8. Rg3 Qa5+ 9. Nd2 Bh4 10. f3 Bb3 11. d5 e3 12. c4 f4 { У белых нет ни одного хода } 1/2-1/2

## На чемпионатах мира
|   | a | b | c | d | e | f | g | h |   |
| - | --- | --- | --- | --- | --- | --- | --- | --- | - |
| 8 | h8 чёрный король · e7 белый король · g7 чёрная пешка · f5 белый слон · h5 белая пешка · h4 белая пешка | h8 чёрный король · e7 белый король · g7 чёрная пешка · f5 белый слон · h5 белая пешка · h4 белая пешка | h8 чёрный король · e7 белый король · g7 чёрная пешка · f5 белый слон · h5 белая пешка · h4 белая пешка | h8 чёрный король · e7 белый король · g7 чёрная пешка · f5 белый слон · h5 белая пешка · h4 белая пешка | h8 чёрный король · e7 белый король · g7 чёрная пешка · f5 белый слон · h5 белая пешка · h4 белая пешка | h8 чёрный король · e7 белый король · g7 чёрная пешка · f5 белый слон · h5 белая пешка · h4 белая пешка | h8 чёрный король · e7 белый король · g7 чёрная пешка · f5 белый слон · h5 белая пешка · h4 белая пешка | h8 чёрный король · e7 белый король · g7 чёрная пешка · f5 белый слон · h5 белая пешка · h4 белая пешка | 8 |
| 7 | h8 чёрный король · e7 белый король · g7 чёрная пешка · f5 белый слон · h5 белая пешка · h4 белая пешка | h8 чёрный король · e7 белый король · g7 чёрная пешка · f5 белый слон · h5 белая пешка · h4 белая пешка | h8 чёрный король · e7 белый король · g7 чёрная пешка · f5 белый слон · h5 белая пешка · h4 белая пешка | h8 чёрный король · e7 белый король · g7 чёрная пешка · f5 белый слон · h5 белая пешка · h4 белая пешка | h8 чёрный король · e7 белый король · g7 чёрная пешка · f5 белый слон · h5 белая пешка · h4 белая пешка | h8 чёрный король · e7 белый король · g7 чёрная пешка · f5 белый слон · h5 белая пешка · h4 белая пешка | h8 чёрный король · e7 белый король · g7 чёрная пешка · f5 белый слон · h5 белая пешка · h4 белая пешка | h8 чёрный король · e7 белый король · g7 чёрная пешка · f5 белый слон · h5 белая пешка · h4 белая пешка | 7 |
| 6 | h8 чёрный король · e7 белый король · g7 чёрная пешка · f5 белый слон · h5 белая пешка · h4 белая пешка | h8 чёрный король · e7 белый король · g7 чёрная пешка · f5 белый слон · h5 белая пешка · h4 белая пешка | h8 чёрный король · e7 белый король · g7 чёрная пешка · f5 белый слон · h5 белая пешка · h4 белая пешка | h8 чёрный король · e7 белый король · g7 чёрная пешка · f5 белый слон · h5 белая пешка · h4 белая пешка | h8 чёрный король · e7 белый король · g7 чёрная пешка · f5 белый слон · h5 белая пешка · h4 белая пешка | h8 чёрный король · e7 белый король · g7 чёрная пешка · f5 белый слон · h5 белая пешка · h4 белая пешка | h8 чёрный король · e7 белый король · g7 чёрная пешка · f5 белый слон · h5 белая пешка · h4 белая пешка | h8 чёрный король · e7 белый король · g7 чёрная пешка · f5 белый слон · h5 белая пешка · h4 белая пешка | 6 |
| 5 | h8 чёрный король · e7 белый король · g7 чёрная пешка · f5 белый слон · h5 белая пешка · h4 белая пешка | h8 чёрный король · e7 белый король · g7 чёрная пешка · f5 белый слон · h5 белая пешка · h4 белая пешка | h8 чёрный король · e7 белый король · g7 чёрная пешка · f5 белый слон · h5 белая пешка · h4 белая пешка | h8 чёрный король · e7 белый король · g7 чёрная пешка · f5 белый слон · h5 белая пешка · h4 белая пешка | h8 чёрный король · e7 белый король · g7 чёрная пешка · f5 белый слон · h5 белая пешка · h4 белая пешка | h8 чёрный король · e7 белый король · g7 чёрная пешка · f5 белый слон · h5 белая пешка · h4 белая пешка | h8 чёрный король · e7 белый король · g7 чёрная пешка · f5 белый слон · h5 белая пешка · h4 белая пешка | h8 чёрный король · e7 белый король · g7 чёрная пешка · f5 белый слон · h5 белая пешка · h4 белая пешка | 5 |
| 4 | h8 чёрный король · e7 белый король · g7 чёрная пешка · f5 белый слон · h5 белая пешка · h4 белая пешка | h8 чёрный король · e7 белый король · g7 чёрная пешка · f5 белый слон · h5 белая пешка · h4 белая пешка | h8 чёрный король · e7 белый король · g7 чёрная пешка · f5 белый слон · h5 белая пешка · h4 белая пешка | h8 чёрный король · e7 белый король · g7 чёрная пешка · f5 белый слон · h5 белая пешка · h4 белая пешка | h8 чёрный король · e7 белый король · g7 чёрная пешка · f5 белый слон · h5 белая пешка · h4 белая пешка | h8 чёрный король · e7 белый король · g7 чёрная пешка · f5 белый слон · h5 белая пешка · h4 белая пешка | h8 чёрный король · e7 белый король · g7 чёрная пешка · f5 белый слон · h5 белая пешка · h4 белая пешка | h8 чёрный король · e7 белый король · g7 чёрная пешка · f5 белый слон · h5 белая пешка · h4 белая пешка | 4 |
| 3 | h8 чёрный король · e7 белый король · g7 чёрная пешка · f5 белый слон · h5 белая пешка · h4 белая пешка | h8 чёрный король · e7 белый король · g7 чёрная пешка · f5 белый слон · h5 белая пешка · h4 белая пешка | h8 чёрный король · e7 белый король · g7 чёрная пешка · f5 белый слон · h5 белая пешка · h4 белая пешка | h8 чёрный король · e7 белый король · g7 чёрная пешка · f5 белый слон · h5 белая пешка · h4 белая пешка | h8 чёрный король · e7 белый король · g7 чёрная пешка · f5 белый слон · h5 белая пешка · h4 белая пешка | h8 чёрный король · e7 белый король · g7 чёрная пешка · f5 белый слон · h5 белая пешка · h4 белая пешка | h8 чёрный король · e7 белый король · g7 чёрная пешка · f5 белый слон · h5 белая пешка · h4 белая пешка | h8 чёрный король · e7 белый король · g7 чёрная пешка · f5 белый слон · h5 белая пешка · h4 белая пешка | 3 |
| 2 | h8 чёрный король · e7 белый король · g7 чёрная пешка · f5 белый слон · h5 белая пешка · h4 белая пешка | h8 чёрный король · e7 белый король · g7 чёрная пешка · f5 белый слон · h5 белая пешка · h4 белая пешка | h8 чёрный король · e7 белый король · g7 чёрная пешка · f5 белый слон · h5 белая пешка · h4 белая пешка | h8 чёрный король · e7 белый король · g7 чёрная пешка · f5 белый слон · h5 белая пешка · h4 белая пешка | h8 чёрный король · e7 белый король · g7 чёрная пешка · f5 белый слон · h5 белая пешка · h4 белая пешка | h8 чёрный король · e7 белый король · g7 чёрная пешка · f5 белый слон · h5 белая пешка · h4 белая пешка | h8 чёрный король · e7 белый король · g7 чёрная пешка · f5 белый слон · h5 белая пешка · h4 белая пешка | h8 чёрный король · e7 белый король · g7 чёрная пешка · f5 белый слон · h5 белая пешка · h4 белая пешка | 2 |
| 1 | h8 чёрный король · e7 белый король · g7 чёрная пешка · f5 белый слон · h5 белая пешка · h4 белая пешка | h8 чёрный король · e7 белый король · g7 чёрная пешка · f5 белый слон · h5 белая пешка · h4 белая пешка | h8 чёрный король · e7 белый король · g7 чёрная пешка · f5 белый слон · h5 белая пешка · h4 белая пешка | h8 чёрный король · e7 белый король · g7 чёрная пешка · f5 белый слон · h5 белая пешка · h4 белая пешка | h8 чёрный король · e7 белый король · g7 чёрная пешка · f5 белый слон · h5 белая пешка · h4 белая пешка | h8 чёрный король · e7 белый король · g7 чёрная пешка · f5 белый слон · h5 белая пешка · h4 белая пешка | h8 чёрный король · e7 белый король · g7 чёрная пешка · f5 белый слон · h5 белая пешка · h4 белая пешка | h8 чёрный король · e7 белый король · g7 чёрная пешка · f5 белый слон · h5 белая пешка · h4 белая пешка | 1 |
|   | a | b | c | d | e | f | g | h |   |

Позиция после 78…h5! 79. gxh5 f5 80. Bxf5 Rxe7+ 81. Kxe7 — форсированная ничья, так как нет способа выгнать чёрного короля из угла (у белых белопольный слон).

Далее последовало 81…Крg8 82. Сd3 Крh8 83. Крf8 g5 84. hxg6 ½ : ½ Пат.
- Первая партия в истории матчей за звание чемпиона мира по шахматам, которая закончилась патом — 5-я партия матча 1978 года в Багио между Карповым и Корчным[1].
- Второй раз в истории матчей пат произошёл во второй партии тай-брейка в матче 2016 года между Карлсеном и Карякиным.